# Mittlere Kräfte
Unter Mittleren Kräften versteht man eine Einteilung der Bundeswehr von militärischen Kräften des Heeres. Dabei werden bestimmte Waffengattungen aufgrund ihrer Beweglichkeit und vor allem ihrer Fernverlegbarkeit zu drei Kräftekategorien zusammengefasst. Neben den Mittleren Kräften spricht man von Leichten Kräften und Schweren Kräften.

## Eigenschaften und Auftrag
Generell versteht die deutsche Bundeswehr unter Mittleren Kräften folgende Kräfte:
- Infanterie/Jäger

Unterstützt durch
- Aufklärungskräfte
- Versorgungstruppen
- Pioniere
- Artillerie[2]

Diese Kräfte sollen per Konzeption ausschließlich radbeweglich sein (Radpanzer). Die Mittleren Kräfte sind aus Sicht der Bundeswehr vor allem deshalb wichtig, weil sie hohe Langstreckenmobilität mit großer Wirkung (Feuerkraft) verbinden und damit einen Kompromiss zwischen Leichten und Schweren Kräften darstellen. Durch ihre Radbeweglichkeit können sie im gesamten Bündnisgebiet der NATO (z. B. an die Ostflanke) „auf eigener Achse“ verlegt werden und sind nicht wie die mit Kettenfahrzeugen ausgerüsteten Schweren Kräfte für längere Strecken auf die Überführung per Eisenbahntransport oder Tieflader angewiesen. Die geringere Geländegängigkeit von Rad- gegenüber Kettenfahrwerken wird dafür in Kauf genommen. Gleichzeitig sollen sie unter hohem Eigenschutz auf Distanz direkt und indirekt wirken können, was auf die noch schneller verlegbaren Leichten Kräfte nicht zutrifft.

## Kampfweise
Die Kampfweise einer Brigade Mittlerer Kräfte zeichnet sich aus durch das Abnutzen des Gegners durch Aufklärung, Loitering Weapons und Streitkräftegemeinsamer Taktische Feuerunterstützung, der Vermeidung von Duellsituationen durch flankierenden Einsatz, maximale Distanz und über direkte Sichtlinien hinaus, den Einsatz von Sperren und den Pionierdienst aller Truppen, dem hohen Bedarf an Loitering Weapons, der Panzerabwehrlenkwaffe Spike sowie von Sperr- und Sprengmitteln, der Auflockerung gegen Bedrohungen aus der Luft und den hohen Bedarf an Sensoren, insbesondere Drohnen.

## Truppenteile
Den Kern der Mittleren Kräfte bildet seit der Umstrukturierung zum 1. April 2023 die Panzerbrigade 21 „Lipperland“ mit Stab in der Generalfeldmarschall-Rommel-Kaserne Augustdorf. Der Brigade 21 ist wie folgt gegliedert:
- Jägerbataillon 91 (unterstellt seit 1. April 2023, davor Panzerlehrbrigade 9)
- Jägerbataillon 413 (unterstellt seit 1. April 2023, davor Panzergrenadierbrigade 41)
- Jägerbataillon 1
- Jägerbataillon 921 (nicht aktiv)
- Aufklärungsbataillon 7
- Versorgungsbataillon 7
- Panzerpionierbataillon 1

Hinzu kommt die Deutsch-Französische Brigade sowie – nach ihrer Umrüstung – die Panzergrenadierbrigade 41.

## Ausrüstung
Viele Fahrzeuge der mittleren Kräfte basieren auf der Boxer-Plattform. Hinzu kommen bspw. der Spähwagen Fennek und diverse, vor allem logistische Fahrzeugvarianten auf LKW-Basis, die ebenfalls in die für die mittleren Kräfte vorgesehene Fahrzeugkategorie fallen.
Als persönliche Ausrüstung kommt eine große Vielfalt an Handfeuerwaffen in Verbindung mit der Infanterieausrüstung Infanterist der Zukunft zum Einsatz.
Aktuelle und zukünftige Ausstattung (Auswahl):
- GTK Boxer – Gruppentransportfahrzeug
- Wiesel 1 MK 20 & MELLS (Waffenträger in den schweren Jägerkompanien)
- GTK Boxer – „Schwerer Waffenträger Infanterie“ mit LANCE-Turmsystem (bestellt zur Auslieferung zwischen 2024 und Anfang 2030; Ersatz Wiesel 1)
- GTK Boxer – RCH 155 (Artilleriegeschütz auf Rad im Kaliber 155 mm; geplant)
- GTK Boxer – RCT30 (Radschützenpanzervariante mit dem unbemannten Turm RCT30 des Schützenpanzer Puma; geplant für die Grenadiere der Panzergrenadierbrigade 41)[5]